# Kōki,
Kōki,（コウキ、2003年〈平成15年〉2月5日 - ）は、日本のファッションモデル。作曲家、女優としても活動している。本名：木村 光希（きむら みつき）。
両親は歌手・俳優の木村拓哉と歌手の工藤静香で、姉はフルート奏者、モデルとして活動するCocomi。

## 生い立ち
2003年、木村拓哉と工藤静香夫妻の次女として誕生。幼少期からインターナショナルスクールに通い、英語が堪能で、フランス語やスペイン語も勉強中。

## 経歴

### モデル
2018年、東京都内のインターナショナル・スクールに在学中の15歳の時に、ファッション雑誌「ELLE japon」7月号表紙でモデルデビュー。「ELLE japon」の表紙モデルを日本人が飾ったのは2人目。撮影は、両親とも親交のある写真家の操上和美が撮り下ろした。操上はKōki,が生後1か月の時にポートレートを撮影しており「（Kōki,が）モデルの仕事をすることがあったらファーストショットは自分が撮る」と決めていたという。Kōki,はモデルの仕事に5歳のときから憧れていたが、15歳でデビューしようと決めていたわけではなく、「自分の心が“今だ”と言ったから。遅いとも早いとも思ってないし、もちろん迷いもありませんでした。」とデビュー時の心境を後に明かしている。2018年のうちに、「ELLE Singapore」、「Grazia China」、「ELLEgirl Japan」、「Numéro TOKYO」、「SuperELLE China」、「NYLON JAPAN」の表紙を飾った。
2018年8月9日、ブルガリのアンバサダーに日本初かつ歴代最年少の15歳で就任することが発表された。同年9月にはシャネルの日本初のビューティーアンバサダーにも就任。
2018年10月、ボディメンテ ドリンクのCMキャラクターに起用され、テレビCM初出演を果たす。このCMシリーズの中で英語とスペイン語を披露している。同月15日、「＃にほんをつなげ74」と題された新聞広告の日統一キャンペーンに起用され、全面広告が全国47の新聞に掲載された。全74種類の広告には異なる番号とひらがなが1文字ずつ書いてあり、そのひらがなを読んでいる彼女の写真が大きく載っているデザインで、74種類を北から南に向けてつないでいくと、メッセージが浮かび上がるという仕掛けになっている。2018年に最も検索数が急上昇した人物を表彰するYahoo!検索大賞のモデル部門を受賞した。
2019年、平成最後となる「ViVi」6月号の表紙を飾った。同年5月、パリ・コレクションにてシャネルの2019-20年クルーズコレクションに出演し、ランウェイデビューを果たした。
2021年3月、アメリカ合衆国に本拠を置く化粧品販売および製造の世界的メーカーである「エスティローダー」の最新グローバルスポークスモデルとして契約。1946年の創業以来、「エスティローダー」が日本人モデルをグローバルスポークスモデルとして起用したのは初めてである。

### 女優
女優デビュー以前の2018年、雑誌「ELLE」が選考する映画賞・エルシネマ賞の期待の新人に与えられるエル・ガール ライジングスター賞を映画未出演ながら受賞した。
2021年6月16日、清水崇監督の映画『牛首村』の主演として女優デビューすることが発表された。同映画は東映配給で2022年2月に公開され、2023年2月には同映画でブルーリボン賞新人賞を受賞した。

### 音楽
音楽の才能を持ち、特にフルートとピアノの演奏に長けている。フルートは第23回ヤマノジュニアフルートコンテストで優秀賞を受賞。また作曲も行っている。2017年にkōki,名義で8月30日発売の母・工藤静香のソロデビュー30周年アルバム『凛』3曲を書き下ろし、作曲家デビュー。他、中島美嘉にも楽曲提供をしている。
2019年、三浦大知に提供した「片隅」が、日本テレビ系列連続ドラマ「白衣の戦士!」の挿入歌に起用された。同曲は、三浦の25枚目のシングル「片隅/Corner」として同年6月12日に発売された。もう1つの収録曲である「Corner」はKōki,とDaichi Miura, UTA,が作曲を担当し、「片隅/Corner」作詞はDaichi Miura が担当している。

## 人物
憧れのスーパーモデルはシンディ・クロフォード、リンダ・エヴァンジェリスタ、ナオミ・キャンベル、クラウディア・シファー。
エトワールと名付けた犬を飼っている。エトワールはKōki,が初めて登場したストリート雑誌「NYLON JAPAN」2019年2月号のストーリーに彼女とともに登場している。
モデルデビューした当初は出自を明かしていなかったが、顔立ちが父・木村拓哉の若い頃にそっくりであったことからすぐに話題となり判明した。両親を尊敬しており、自身もいずれは両親のように支え合うパートナーを持ちたいと語る。

## 出演

### 映画
- 牛首村（2022年2月18日） - 主演・雨宮奏音・三澄詩音 役[24][25][35]
- TOUCH/タッチ（2024年5月29日（アイスランド）・7月12日公開（アメリカ）・2025年1月24日公開（日本）） - ミコ 役[36][37]
- Tornado（2025年2月26日[注 3]・6月13日（イギリス））- Tornado 役[38]
- 女神降臨（ソニー・ピクチャーズ エンタテインメント） - 主演・谷川麗奈 役[39][40]
  - 女神降臨 Before 高校デビュー編（2025年3月20日）
  - 女神降臨 After プロポーズ編（2025年5月1日）

### CM
日本
- 大塚製薬
  - 『ボディメンテ ドリンク』「海外挑戦/駅」篇（2018年10月）[41]
  - 『ボディメンテ ドリンク』「海外挑戦/レッスン」篇（2018年11月）
  - 『ボディメンテ ドリンク』 「ルーツを訪ねる」篇 （2019年3月）
  - 『ボディメンテ ドリンク』 「マーケット」 篇 （2019年6月）
- Galaxy
  - 『Galaxy S10│S10+』「Instagram mode編」（2019年5月）
  - 『Galaxy S10│S10+』「超広角カメラ編」
- 味覚糖
  - 『e-maのど飴』（2019年10月）

海外
- メンソレータム （中国本土）
- ユニ・チャーム 尤妮佳生活用品 1/2省水黑科技（中国本土）
- 肌ラボ 肌研極潤（中国本土）

### テレビ番組
- しゃべくり007 2時間SP（2024年10月7日、日本テレビ系列）[42][43]
- 世界の果てまでイッテQ!（2025年2月23日、日本テレビ系列）[44]

### ミュージックビデオ
- ゆず 「君を想う」（2022年6月）
- 工藤静香 「霙」（2024年7月）[45]

## 作品

### 作曲
※2017年は先頭が小文字のkōki,名義。
| 年     | アーティスト | 作品            | 収録CD                  |
| ------ | ------------ | --------------- | ----------------------- |
| 2017年 | 工藤静香     | 鋼の森          | アルバム「凛」          |
| 2017年 | 工藤静香     | カスミ草        | アルバム「凛」          |
| 2017年 | 工藤静香     | Time after time | アルバム「凛」          |
| 2017年 | 中島美嘉     | 夢              | 未収録                  |
| 2019年 | 三浦大知     | 片隅            | シングル「片隅/Corner」 |
| 2019年 | 三浦大知     | Corner          | シングル「片隅/Corner」 |
| 2024年 | 工藤静香     | アイスコーヒー  | アルバム「明鏡止水」    |
| 2024年 | 工藤静香     | I am ready      | アルバム「明鏡止水」    |

## 受賞
2018年
- エル シネマアワード2018 エル・ガール ライジングスター賞
- Yahoo!検索大賞2018 モデル部門賞

2019年
- 微博星耀盛典（Weibo Starlight Awards）年間人気賞（アジア太平洋部門）賞

2020年
- ベストジュエリードレッサー賞2020 10代部門

2023年
- 第65回ブルーリボン賞 新人賞（『牛首村』）

2025年
- 第18回アジア・フィルム・アワード アジア有望スター賞